# Eddystone Lighthouse
Der Eddystone-Leuchtturm (englisch Eddystone Lighthouse) ist ein Leuchtturm vor der Küste von Devon und Cornwall. Er gehört zu den bekanntesten Leuchttürmen der Britischen Inseln und steht etwa 14 km vor der Landspitze Rame Head auf den zeitweise überspülten Eddystone Rocks. Der gegenwärtige Leuchtturm ist bereits der vierte an dieser Stelle  und befindet sich neben dem Fundamentstumpf des Vorgängerturms.

## Der Winstanley-Turm (1698–1703)
Der erste Leuchtturm wurde zwischen 1696 und 1698 als achteckiger Holzturm 18 m (59,1 ft) (59 ft (18 m)) von Henry Winstanley (1644–1703) errichtet. Winstanley war als Kaufmann selbst zur See gefahren und kannte deshalb aus eigener Erfahrung die Gefahren, die von der Eddystone-Untiefe ausgingen. Er errichtete auf einem kleinen Felsen einen achteckigen Holzturm. Die Admiralität erkannte die Bedeutung des Seezeichens für die Schifffahrt, so dass wegen des Pfälzischen Erbfolgekriegs ein Kriegsschiff die Bauarbeiter schützen sollte. Dennoch wurde Winstanley 1697 durch einen Freibeuter entführt, er kam jedoch rasch auf Befehl Ludwig XIV. wieder frei, da der Leuchtturm auch für die französische Schifffahrt von Nutzen war. Winstanley hielt sich auch während des großen Sturms von 1703 in dem Turm auf, der diesen zerstörte, so dass Winstanley und fünf andere Menschen in dem Turm ums Leben kamen.

## Der Rudyerd-Turm (1709–1755)
Danach wurde der Felsen an einen Captain Lovett verpachtet, dem erlaubt wurde, von jedem am neu zu erbauenden Leuchtturm vorbeifahrenden Schiff eine Zollgebühr zu kassieren. Er ließ von John Rudyerd (um 1650 bis 1718) bis 1709 einen neuen Leuchtturm aus Holz 21 m (68,9 ft) (69 ft (21 m)) errichten. Rudyerd war ein Kaufmann und hatte keine praktischen Erfahrungen im Bau von Schiffen oder Leuchttürmen, doch sein konisch geformter, hölzerner Turm wurde trotz des schwierigen Baugrunds fertiggestellt und überdauerte mehr als 40 Jahre. Am 2. Dezember 1755 geriet die Spitze des Turms in Brand und konnte trotz der Löschversuche der beiden Leuchtturmwärter nicht gelöscht werden. Der Turm brannte schließlich vollständig nieder, einer der Leuchtturmwärter erlitt bei den Löschversuchen schwere Verletzungen, an denen er wenige Tage später starb.

## Smeatons Turm (1759–1882)
Nachdem die ersten zwei Bauten aus Holz an dieser Stelle durch Unfälle zerstört wurden, entwarf John Smeaton einen steinernen Leuchtturm. Die Konstruktion orientierte sich an der Wuchsform eines Eichenstammes und bestand aus miteinander durch Schwalbenschwänze verzapften und mit wasserfestem Beton gesicherten Granitblöcken. Der Bau begann 1756 und wurde drei Jahre später fertiggestellt. Der Leuchtturm hatte eine Höhe von  22 m (72,2 ft) (72 ft (21,9 m)) und hatte am Fuß einen Durchmesser von 8 m, der sich an der Spitze auf 5 m verjüngte. Bereits 1863 und 1865 mussten infolge von Sturmschäden Reparaturen vorgenommen werden. Der Leuchtturm stand bis 1877, als festgestellt wurde, dass der Untergrund mittlerweile durch Erosion geschädigt war. Die oberen Teile von Smeatons Turm wurden abgetragen und auf dem Hoe in Plymouth als Denkmal wieder aufgebaut, der Stumpf des Sockels steht heute noch neben dem vierten Turm.

## Douglass’ Turm (seit 1882)
An seiner Stelle entstand ein vierter Leuchtturm. Gebaut und entworfen hat ihn James Nicholas Douglass, der auf Verbesserungen zurückgriff, die Robert Stevenson entwickelt hatte und die am Leuchtturm von Bell Rock erprobt worden waren. Die Laterne  enthielt eine sechsseitige biforme (d. h. zweistöckige) Drehoptik erster Ordnung, die 3,81 m (12 ft 6 in) hoch war. Jede der sechs Seiten der Optik war in zwei Fresnel-Linsenfelder unterteilt. Die Optik wurde von der Firma Chance Brothers aus Smethwick hergestellt und von deren Chefingenieur John Hopkinson (1849–1898) entworfen. Im Laufe der Jahre wurden die Lichtquellen über Ölglühlampen zu elektrischen Glühlampen, die von einem Dieselgenerator betrieben wurden, weiter entwickelt. Der vierte Leuchtturm nahm mit einer Tragweite seiner Optik von 17 Seemeilen (31 km) 1882 den Betrieb auf.
Heute wurden die Glühlampen durch Halogen-Metalldampf-Entladungslampen, einer Art von HID-Beleuchtungstechnologie (High-Intensity Discharge), ersetzt.
1982 wurde der Betrieb automatisiert und seit 1999 wird der Leuchtturm mit Solarenergie betrieben. Der gegenwärtige Turm ist 49 m hoch und sein Licht ist 22 Seemeilen weit zu sehen. Zuständig für den Betrieb ist die öffentliche Leuchtfeuerverwaltung Trinity House, das Licht und andere Systeme werden Fernüberwacht.
Er wurde 1991 von der American Society of Civil Engineers in die List of Historic Civil Engineering Landmarks aufgenommen.
Touristisch ist der Leuchtturm auf einer halbtägigen Tour mit einem Boot ab Plymouth bei geeigneten Wetterbedingungen aus nächster Nähe zu besichtigen.

## Briefmarken und Münzen
Die philatelistische Würdigung des Leuchtturms erfolgte 1998 mit einer Briefmarke  36 Pence durch die Royal Mail als künstlerische Darstellung von Winstanley's Leuchtturm Eddystone – etwas weniger verziert als andere Abbildungen.
Briefmarke mit Leuchtturm von Eddystone, 1998

Link zum Bild

Eine numismatische Würdigung des Leuchtturms erfolgte seit 1860er durch die Royal Mint mit der One-Penny-Münze bis weit in die 1960er Jahre.
100 Pfund-Goldmünze mit Britannia, Dreizack und Schild, Meer und Leuchtturm, 2008

Link zum Bild

## Alte und neue Ansichten

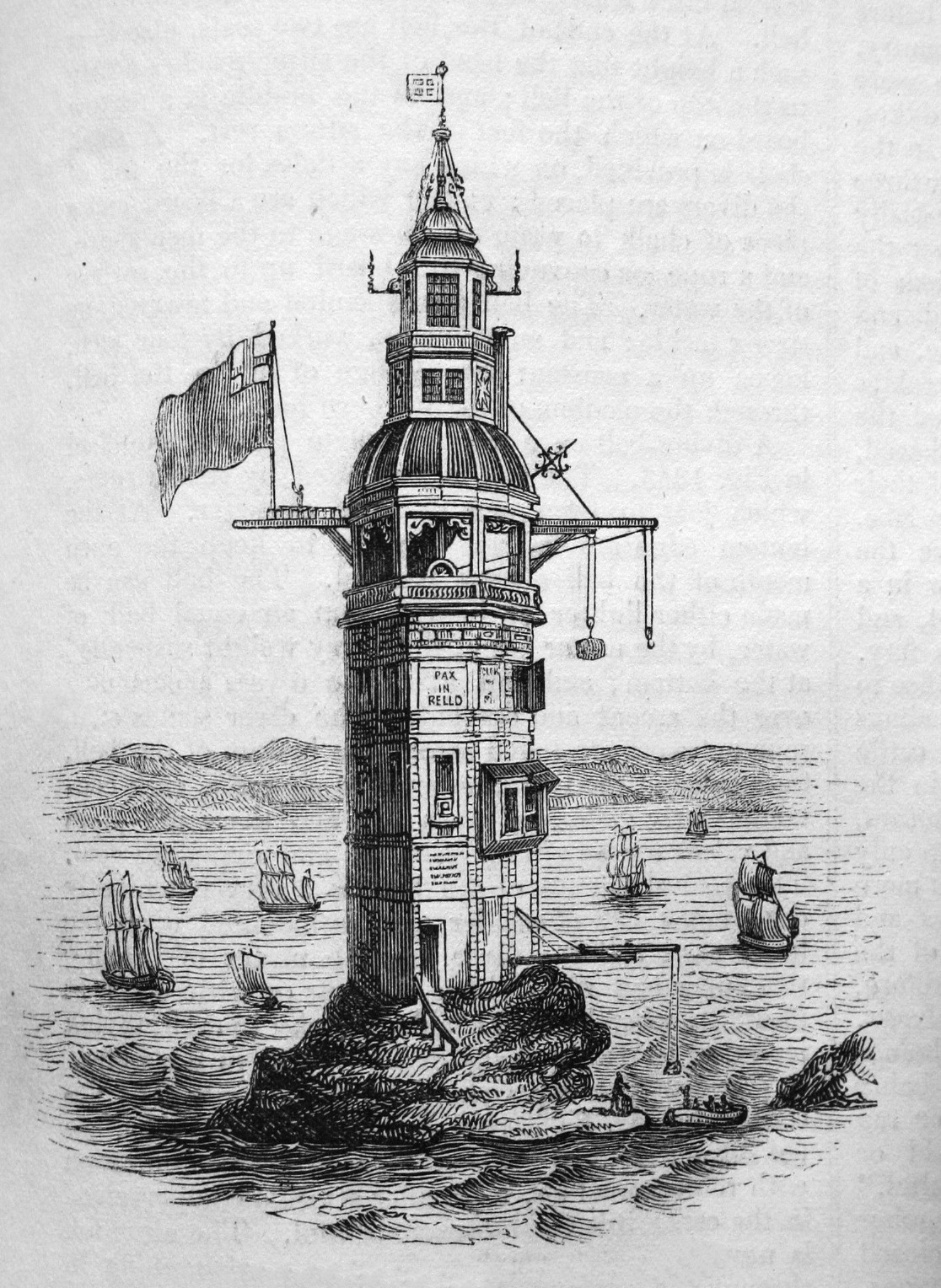
Winstanleys Turm
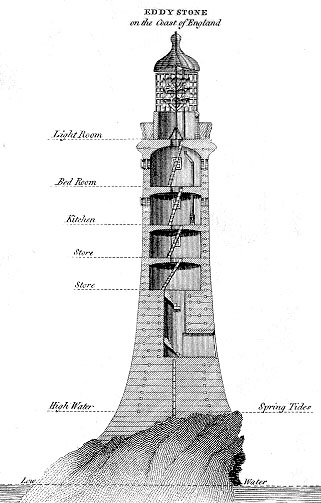
Smeatons Turm
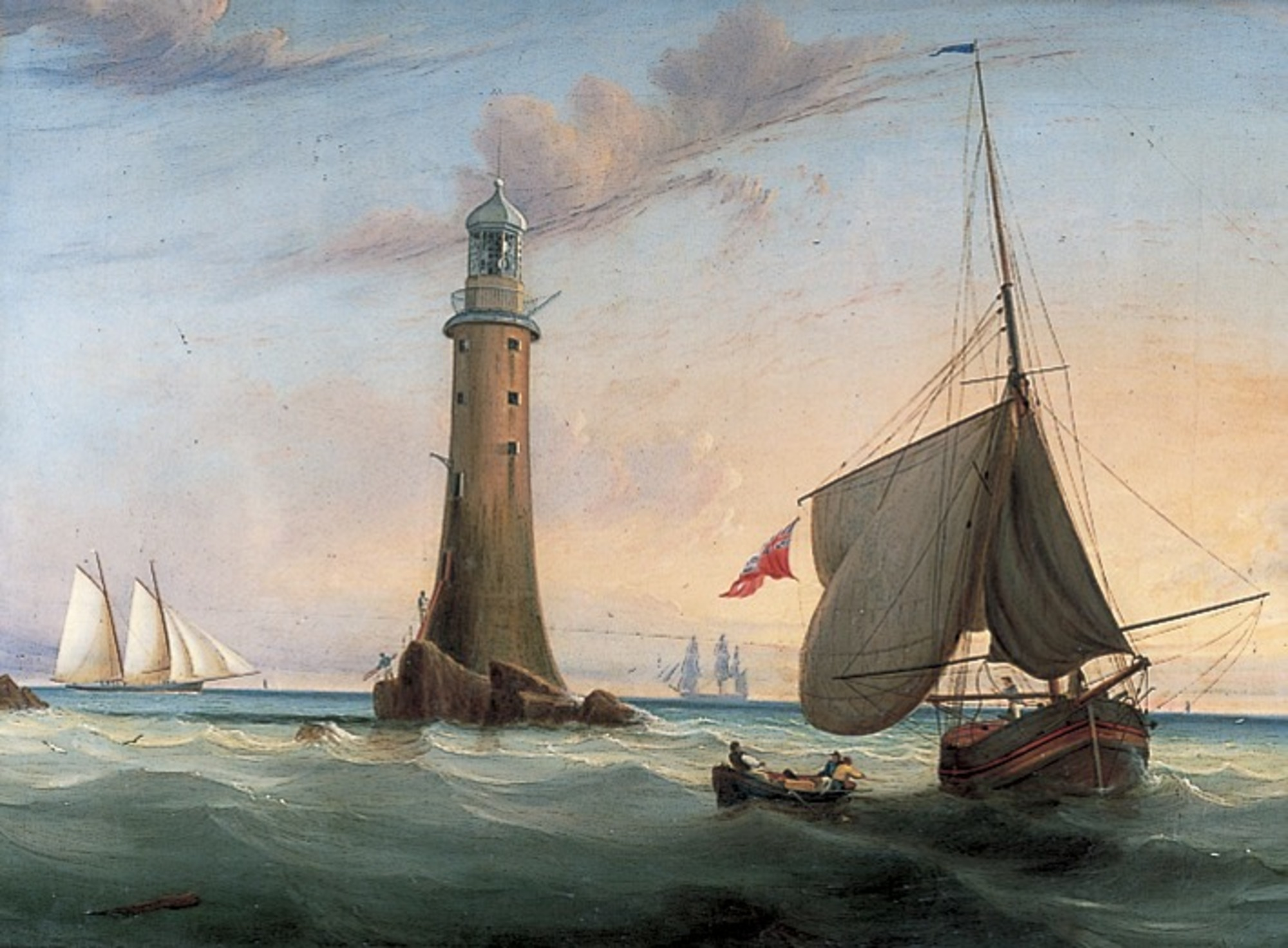
Gemälde von John Lynn (aktiv 1826–1869)
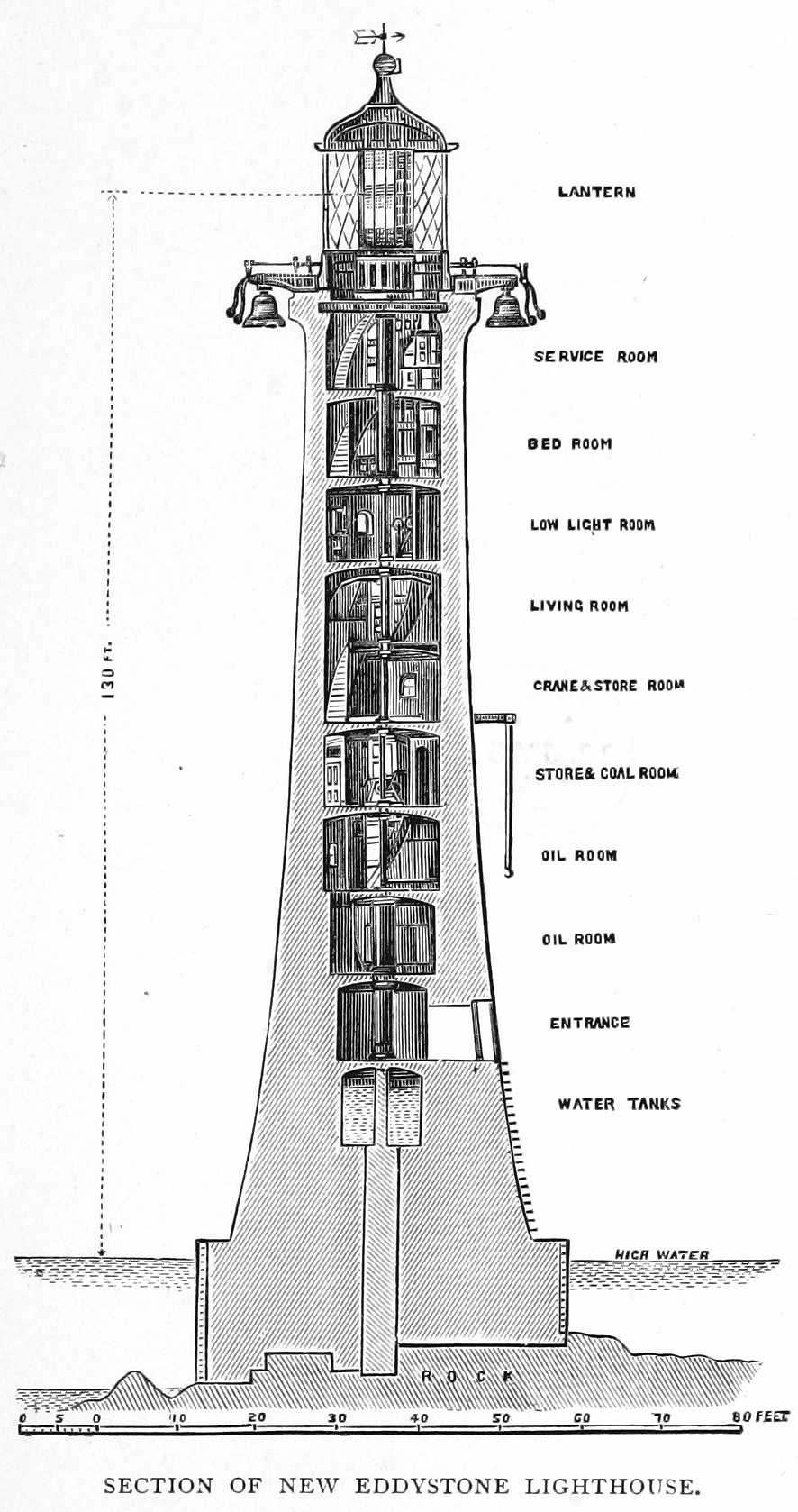
Douglass’ Turm
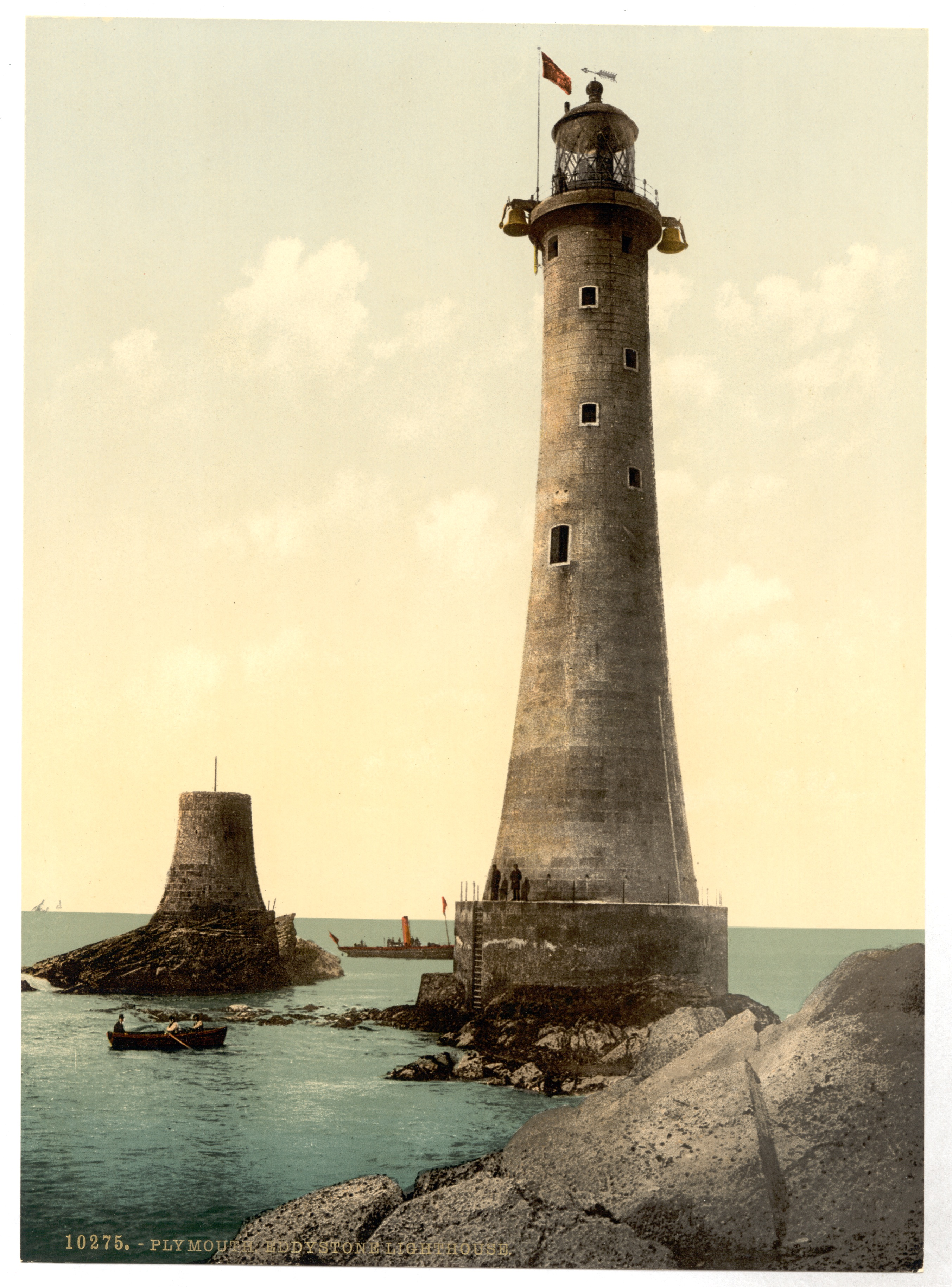
Foto um 1890–1900
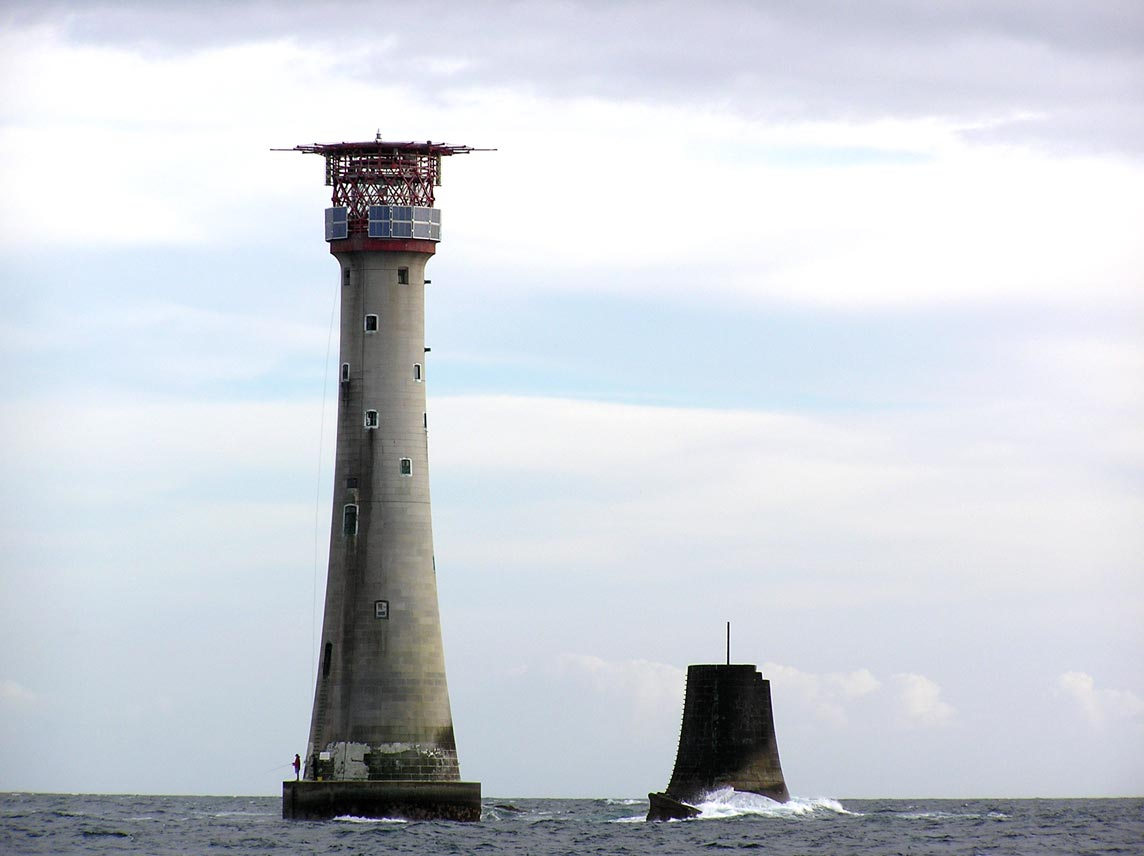
Eddystone-Leuchtturm und der Rest von Smeatons Turm
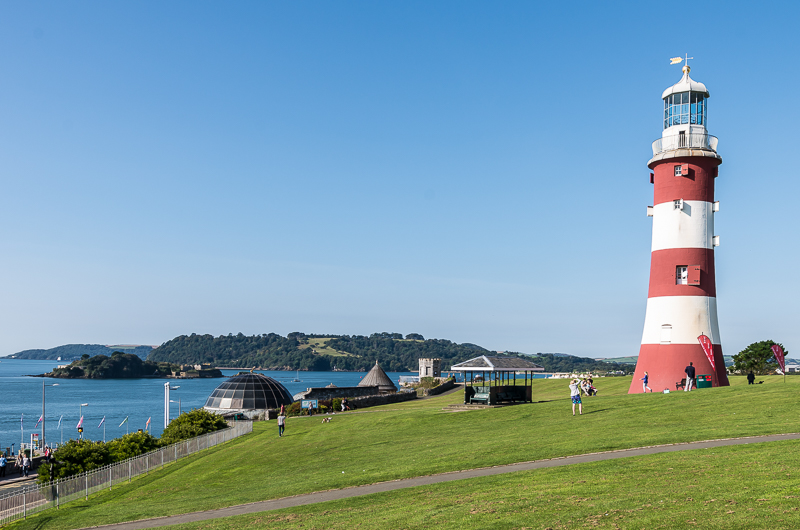
Replik Smeatons Turm auf Hoe